# Jacques – Entdecker der Ozeane
Jacques – Entdecker der Ozeane ist eine französische Filmbiografie von Jérôme Salle aus dem Jahr 2016. Sie behandelt das Leben und Wirken von Jacques-Yves Cousteau. Der Film feierte am 23. August 2016 im Rahmen des Festivals du Film Francophone d’Angoulême seine Premiere und kam am 8. Dezember 2016 in die deutschen Kinos.

## Handlung
Jacques-Yves Cousteaus Sohn Philippe Cousteau ist 1979 mit einem Wasserflugzeug unterwegs, als der Sprit ausgeht und er ins Meer stürzt und ertrinkt.
Rückblende ins Jahr 1949: Jacques-Yves Cousteau besichtigt mit seiner Frau Simone und den beiden kleinen Kindern Philippe und Jean-Michel zum ersten Mal das Haus, das er sich durch den Erfolg verschiedener Entwicklungen für das Tauchen und die Unterwasserfotografie hat leisten können. Er ist begeistert vom Tauchen und dreht eigene kleinere Filme über die Unterwasserwelt, die bald großen Anklang finden. Er quittiert die Marine und widmet sich fortan dem Filmen. Der britische Millionär Loel Guinness kauft ihm ein 1941 gebautes Schiff, das Calypso heißt und durch die Finanzierung seiner Frau wieder seetauglich gemacht wird. Bald hat er eine eigene Gruppe von Seemännern, Tauchern und Wissenschaftlern um sich, die ihn bei seinen Erkundungen der Meere unterstützen. Vom Institut für Erdölförderung erhält er den nötigen Treibstoff für seine Expeditionen, da er dem Institut im Gegenzug Gesteinsproben aus den Tiefen des Meeres bringt, die für die Erkundung von Offshore-Ölquellen dienlich sind. Seine Kinder nehmen an den Expeditionen jedoch nicht teil: Sie werden aufs Internat geschickt und erleben den Werdegang ihrer Eltern nur aus der Ferne.
Im Juli 1963 kehren Philippe und Jean-Michel auf die Calypso zurück. Aus den Jungen sind junge Männer geworden. Jean-Michel will sich dem Architekturstudium widmen und vor allem den Unterwasserbau erforschen. Philippe interessiert sich für den Film, aber auch für das Fliegen – er hat heimlich den Pilotenschein gemacht – und den Umweltschutz. Jacques-Yves schließt einen Vertrag mit dem US-Fernsehen ab, der über zwölf Filme läuft. Einen Teil der Expeditionen überträgt er dabei Philippe, der jedoch auch unvorsichtig handelt und beispielsweise beim Dreh mit Haien das gesamte Filmteam in Lebensgefahr bringt. Privat läuft es ähnlich turbulent für Philippe: Er heiratet die junge Janice und wird bald darauf Vater einer Tochter. Mit seinem Vater Jacques-Yves zerstreitet er sich, da dieser nur an sich selbst denke und für Geld alles mache. Tatsächlich reist dieser nicht einmal zur Beerdigung seines Vaters an, da er Dreharbeiten hat.
Im Jahr 1971 wird deutlich, dass sich Jacques-Yves finanziell übernommen hat. Vor allem die Calypso ist im Unterhalt sehr teuer, wird aber kaum noch für Forschungsreisen genutzt, sondern dient Simone als Heim. Jacques-Yves will nun etwas wagen, was es vorher noch nie gegeben hat: Er will in der Antarktis tauchen und filmen. Dabei soll ein Vierteiler für das Fernsehen entstehen; die Geldgeber bewilligen ihm dafür einen weiteren finanziellen Zuschuss. Auch Philippe kommt mit auf die Reise, auch wenn er zuvor bereits abgesagt hatte. Auf der Reise ändert sich Jacques-Yves’ Lebenseinstellung: Er erkennt, wie die Wilderei ganze Walherden dezimiert hat, und beschließt, sich dem Umweltschutz zu widmen. Er gründet die Cousteau Society und bringt den Menschen fortan mit Vorträgen den Naturschutz nahe. Dadurch schafft er es auch, wieder eine Beziehung zu Philippe aufzubauen. Dieser stirbt schließlich bei einem Wasserflugzeugunfall, als er gerade für die Cousteau Society unterwegs ist. Jacques-Yves gibt sich die Schuld und glaubt, keine Kraft mehr zu haben, widmet sich jedoch noch mehrere Jahre dem Umweltschutz.

## Produktion

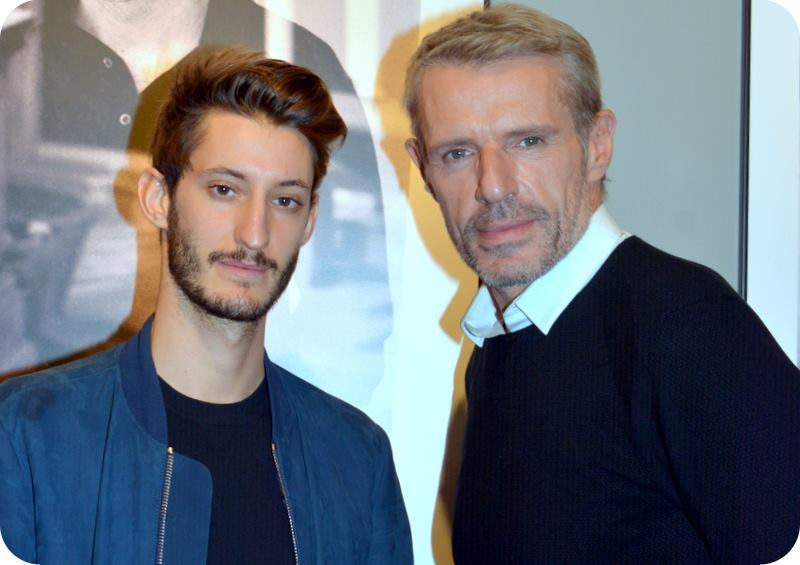
Pierre Niney und Lambert Wilson bei der Präsentation des Films im Oktober 2016

Jacques – Entdecker der Ozeane basiert auf den Büchern Capitaine de La Calypso von Albert Falco und Yves Paccalet sowie Mon père le commandant von Jean-Michel Cousteau, die Regisseur Jérôme Salle adaptierte. Er traf sich zudem mit Mitgliedern der Familie Cousteau, darunter Philippe Cousteaus Witwe Janice.
Die Dreharbeiten begannen am 7. September 2015, wobei zunächst zwei Wochen lang in Kroatien gefilmt wurde. Drehorte waren die Inseln Hvar (hier u. a. Hvar mit Jagodna, Stari Grad und Jelsa), Vis, Biševo und der Paklinski-Archipel. Es folgten Aufnahmen in Südafrika (Kapstadt) und der Antarktis sowie im Januar 2016 auf den Bahamas. Die Kostüme schuf Carine Sarfati, die Filmbauten stammen von Laurent Ott.
Jacques – Entdecker der Ozeane erlebte am 23. August 2016 auf dem Festival du Film Francophone d’Angoulême seine Premiere und lief am 12. Oktober 2016 in den französischen Kinos an. Im deutschsprachigen Raum wurde der Film erstmals am 29. September 2016 auf dem Zurich Film Festival gezeigt. Am 8. Dezember 2016 kam er in die deutschen Kinos.

## Synchronisation
| Rolle                 | Darsteller       | Synchronsprecher   |
| --------------------- | ---------------- | ------------------ |
| Jacques-Yves Cousteau | Lambert Wilson   | Bernd Vollbrecht   |
| Philippe Tailliez     | Laurent Lucas    | Peter Flechtner    |
| Simone Cousteau       | Audrey Tautou    | Elisabeth von Koch |
| Albert „Bébert“ Falco | Vincent Heneine  | Tommy Morgenstern  |
| Jan Cousteau          | Chloe Hirschman  | Maria Hönig        |
| Henri Plé             | Martin Loizillon | Jeremias Koschorz  |
| Eugénie Clark         | Chloe Williams   | Anja Mentzendorff  |

## Auszeichnungen
Jacques – Entdecker der Ozeane wurde 2017 für zwei Globes de Cristal nominiert: Audrey Tautou erhielt eine Nominierung als Beste Schauspielerin, während Lambert Wilson in der Kategorie Bester Schauspieler nominiert wurde. Für den Besten Ton gewannen Marc Engels, Fred Demolder, Sylvain Rety und Jean-Paul Hurier 2017 einen César.